# Teofil Wdzięczny
Teofil Wdzięczny (ur. 22 lutego 1890 w Łęce, zm. 23 lipca 1952 w Londynie) – polski duchowny katolicki i kapelan wojskowy, podpułkownik Polskich Sił Zbrojnych.

## Życiorys
Urodził się w rodzinie ziemiańskiej, jego ojcem był Wojciech, a matką Elżbieta z domu Dębińska. Na początku XX wieku jego rodzina przeniosła się z Łęki do majątku ziemskiego we Wrzącej Wielkiej. 
Ukończył gimnazjum w Kaliszu i wstąpił do Wyższego Metropolitalnego Seminarium Duchownego w Warszawie. Święcenia kapłańskie przyjął 30 listopada 1916 z rąk biskupa Kazimierza Ruszkiewicza. Pracę duszpasterską rozpoczął jako wikariusz w parafii św. Bartłomieja Apostoła w Domaniewicach, a w styczniu 1917 roku został wikariuszem w parafii Wniebowzięcia Najświętszej Maryi Panny w Grzegorzewie. W 1919 roku przeniesiono go do parafii Świętej Anny w Łodzi.
15 marca 1920 roku ochotniczo wstąpił do Wojska Polskiego, został następnie kapelanem 17 Pułku Piechoty. W jego składzie wziął udział w wojnie polsko-bolszewickiej, uczestniczył m.in. w bitwie nad Berezyną. Pod koniec wojny uczestniczył w ofensywie 6 Armii, docierając aż pod Brody. Od 15 stycznia 1921 roku przebywał z pułkiem w Rzeszowie. 17 lutego 1921 roku został mianowany kapelanem garnizonu w Wadowicach, od 12 lipca tego samego roku był kapelanem 20 Pułku Ułanów, a od 20 listopada kapelanem 11 Pułku Ułanów Legionowych. 16 grudnia 1921 roku został zatwierdzony w stopniu kapelana.
16 lutego 1922 roku został mianowany kapelanem garnizonu w Piotrkowie Trybunalskim, od 23 lutego 1922 był kapelanem 1 Szpitala Okręgowego. 1 marca 1926 roku przeniesiono go na stanowisko kapelana 9 Szpitala Okręgowego. 3 października 1928 roku został mianowany proboszczem parafii wojskowej św. Stanisława w Białymstoku. 19 marca 1937 roku awansowany na stopień starszego kapelana. Był również kapelanem oraz członkiem zarządu Oddziału Białostockiego Związku Harcerstwa Polskiego.
Po wybuchu kampanii wrześniowej znajdował się w Białymstoku, gdzie do 13 września zajmował się pogrzebami ofiar nalotów Luftwaffe. 13 września 1939 roku wraz z Komendą Garnizonu Białystok ewakuował się do Wołkowyska, następnie do Lidy, a 17 września do Wilna. 19 września około godziny 11:30 wraz z grupą około 1000 żołnierzy przekroczył granicę polsko-litewską i znalazł się w obozie internowania w Połądze, gdzie następnie pełnił posługę duszpasterską. Od stycznia 1940 roku przebywał w obozie w Wyłkowyszkach, a od 4 kwietnia 1940 w obozie w Kalwarii pod Wilnem. 10 lipca 1940 roku został wywieziony przez NKWD do obozu w Kozielsku, do którego trafił trzy dni później. 2 lipca 1941 roku przeniesiono go do obozu w Griazowcu, z którego został zwolniony po podpisaniu układu Sikorski-Majski. 29 sierpnia 1941 roku odprawił w Griazowcu mszę świętą dla więźniów w obecności generałów Władysława Andersa i Zygmunta Bohusza-Szyszko. Następnie został mianowany kapelanem 5 Wileńskiej Dywizji Piechoty.
Od stycznia 1942 roku przebywał w Dżalalabadzie, a w sierpniu 1942 roku wraz z 5 Dywizją Piechoty został ewakuowany do Persji, a następnie do Chanakin. 2 września 1943 roku został mianowany proboszczem 7 Dywizji Piechoty. Od 1 listopada 1943 roku był kapelanem 4 Szpitala Wojennego. 13 lutego 1944 roku został mianowany szefem duszpasterstwa Dowództwa Jednostek Terytorialnych na Środkowym Wschodzie.
W czerwcu 1945 roku był proboszczem Dowództwa Rejonu Terytorialnego w Palestynie, a w październiku 1945 roku został przydzielony do Komendy Placu w Jerozolimie. W grudniu 1945 roku został mianowany kapelanem polskiej sekcji 22. General Hospital. 1 marca 1946 roku biskup Józef Gawlina nadał mu przywilej noszenia rokiety i mantoletu. W 1947 roku został mianowany kapelanem Szpitala Wojennego w Palestynie, a następnie 8 Szpitala Wojennego w Al-Kantara. Pod koniec 1947 roku przybył do Wielkiej Brytanii, gdzie objął stanowisko duszpasterza polskiego obozu w Calveley. Ostatnie lata życia spędził przy Polskiej Misji Katolickiej w Londynie. Zmarł 23 lipca 1952 roku i został pochowany na cmentarzu Kensal Green.

## Odznaczenia
Został odznaczony następującymi odznaczeniami:
- Złoty Krzyż Zasługi (1938)
- Medal Pamiątkowy za Wojnę 1918–1921
- Medal Dziesięciolecia Odzyskanej Niepodległości
- Brązowy Medal za Długoletnią Służbę